# Phil Carnall
Phil Carnall (* 17. Dezember 1946 in Liverpool) ist ein ehemaliger britischer Radrennfahrer.

## Sportliche Laufbahn
Carnall war Straßenradsportler. Als Amateur siegte er 1970 im traditionsreichen Eintagesrennen Grand Prix of Essex vor Jean-Claude Joly. 1971 holte er einen Etappensieg in der Rheinland-Pfalz-Rundfahrt. In der Tour of Ireland kam er auf den 8. Platz. Die Internationale Friedensfahrt 1971 beendete er als 73. des Gesamtklassements. Er gewann in seiner Karriere eine Reihe von britischen Eintagesrennen und Etappen kürzerer Rundfahrten.
1972 wurde er Berufsfahrer und blieb bis 1974 als Radprofi aktiv.